# Eskimski galeb
Eskimski galeb (lat. Larus glaucoides thayeri) podvrsta je polarnog galeba. To je veliki galeb porijeklom iz Sjeverne Amerike koji se razmnožava na arktičkim otocima u Kanadi, a zimi prvenstveno na obali Tihog oceana, od južne Aljaske do Kalifornijskog zaljeva, iako na Velikim jezerima i gornjem rijeci Mississippi ima i zimovališta. Vrsta se pojavila kao skitnica u Japanu, Danskoj i drugim dijelovima zapadne Europe.
Po ponašanju i izgledu je između američkog srebrnastog galeba i polarnog galeba, a ponekad se smatra podvrstom za obje vrste. Odrasli spolno nezreli eskimski galeb ima blijedosivi plašt, s očitim crnkastim vrhovima krila i opsežnim smeđim prugama na glavi i vratu. Glava, vrat, prsi, trbuh i donji dio krila uglavnom su bijeli, a noge ružičaste. Na donjoj je mandibuli crvena mrlja, a boja šarenice uglavnom je tamna. Ljeti su glava i vrat bijeli, a kljun postaje svijetložut s većom crvenom mrljom na donjoj donjoj čeljusti. Mladi galebovi su smeđi, s crnim kljunovim i crnim nogama koje brzo prelaze u odraslu ružičastu. Eskimski galeb doseže duljinu od 56 to 64 cm, s rasponom krila od 130 to 148 cm i masom od otprilike 720 to 1500 g. Prosjek kod mužjaka iznosi oko 1093 g, a kod ženki, koje su nešto manje, u prosjeku 900 g. Među standardnim mjerenjima, kljun je 4.4 to 5.5 cm, a gležanj je 5.2 to 6.9 cm.
Tijekom zime nalazi se u malom broju među miješanim jatima velikih galebova, iako se na određenim mjestima može okupljati u velikom broju. Ljeti se nalazi na tundri visokih arktičkih otoka. Ti galebovi polažu 3 plavičasta ili zelenkasta jaja u gnijezda obložena travom, mahovinom ili lišajevima. Njihovo se glasanje sastoji uglavnom od mjaukanja i cviljenja.

## Sistematika
I danas traje rasprava o taksonomskom statusu ove vrste, a neki znanstveni autoriteti ovog galeba smatraju tamnim oblikom islandskog galeba, s Kumlienovim galebom (smatranim podvrstom ili eskimskog ili islandskog galeba) kao posredni primjer, tvoreći klin, a ne zasebne vrste. Američki savez ornitologa smatrao je eskimskog galeba podvrstom američkog srebrnastog galeba od 1917. do 1973. godine, kada su utvrdili da je to odvojena vrsta. Nakon što su napisani brojni radovi koji sugeriraju spuštanje ove vrste na podvrstu ili čak na morfologiju islandskog galeba, Američko Ornitološko Društvo podiglo je status eskimskog galeba na vrstu u godišnjem dodatku popisa ovog društva. Eskimski galeb danas se smatra podvrstom islandskog galeba. Odluka se temeljila na zemljopisnom položaju rasplodnih populacija, a ne na objektivnim genetskim dokazima, pa su stoga ovu odluku neki primili negativno. Moguće je da će prijedlozi za ponovno odvajanje Thayerovog galeba i islandskog galeba u budućnosti biti podneseni Američkom ornitološkom savezu. Britanski ornitološki savez prati publikaciju Ptice Sjeverne Amerike, te smatraju sva tri taksona (thayeri, kumlieni i glaucoides) oblicima islandskog galeba.
I uobičajena i imena vrsta su u čast ornitologa Johna Eliota Thayera, pa se tako i prvi dio njegovog imena izgovara "THAY-erz".

## Vanjske poveznice
- Thayer's Gull  Arhivirana inačica izvorne stranice od 30. rujna 2007. (Wayback Machine) at Avibase
- Thayer's Gull taxonomic history, at Ontario Birds
- Thayer's Gull at USGS
- Flicker Field Guide Birds of the World Photographs

### Ostali projekti
|  | Zajednički poslužitelj ima još gradiva o temi Larus glaucoides thayeri |
|  | Wikivrste imaju podatke o taksonu Larus glaucoides thayeri             |